# 군산남초등학교
군산남초등학교는 대한민국 전북특별자치도 군산시 미원동에 있는 공립 초등학교이다.

## 학교 연혁
- 1947년 4월 21일 : 군산사범학교 부속국민학교 개교
- 1962년 3월 1일 : 군산남국민학교 개칭
- 1996년 3월 1일 : 군산남초등학교 개칭

## 참고 자료
- 군산남초등학교 - 한국교육학술정보원 학교알리미